# Tedania tubulifera
Tedania tubulifera är en svampdjursart som beskrevs av Claude Lévi 1963. Tedania tubulifera ingår i släktet Tedania och familjen Tedaniidae. Inga underarter finns listade i Catalogue of Life.